# Coscinedes gracilis
Coscinedes gracilis là một loài bọ cánh cứng trong họ Cerambycidae.